# Lista golgheterilor naționalelor de fotbal
Această pagină listează topul all-time al golgheterilor echipelor naționale de fotbal. În listă sunt incluși doar jucătorii ce au marcat minim 20 de goluri în meciuri oficiale internaționale pentru naționala țării sale. Jucătorii care sunt în continuare activi la nivel internațional sunt afișați cu aldin.
Această listă este un clasament general al marcatorilor, prezentand cel mai prolific marcator al fiecărei naționale în parte.
Actualizată la 15 octombrie 2013.

## Lista jucătorilor
| #  | Țara                          | Nume                              | Goluri internaționale | Selecții la națională | Goluri pe meci |
| -- | ----------------------------- | --------------------------------- | --------------------- | --------------------- | -------------- |
| 1  | România                       | Gheorghe Hagi/ Adrian Mutu        | 98                    | 124/77                | 0.71           |
| 2  | Portugalia                    | Cristiano Ronaldo                 | 107                   | 177                   | 0.6            |
| 3  | Ungaria                       | Ferenc Puskás                     | 84                    | 85                    | 0.99           |
| 4  | Japonia                       | Kunishige Kamamoto                | 80                    | 84                    | 0.95           |
| 5  | Zambia                        | Godfrey Chitalu                   | 78                    | 108                   | 0.72           |
| 6  | Brazilia                      | Pelé                              | 77                    | 92                    | 0.84           |
| 7  | Kuweit                        | Bashar Abdullah                   | 75                    | 133                   | 0.56           |
| 8  | Arabia Saudită                | Majed Abdullah                    | 71                    | 116                   | 0.61           |
| 9  | Trinidad și Tobago            | Stern John                        | 70                    | 115                   | 0.61           |
| 9  | Thailanda                     | Kiatisuk Senamuang                | 70                    | 131                   | 0.53           |
| 10 | Germania                      | Gerd Müller / Miroslav Klose      | 68                    | 62 / 130              | 1.09 / 0.52    |
| 10 | Egipt                         | Hossam Hassan                     | 68                    | 176                   | 0.39           |
| 13 | Coasta de Fildeș              | Didier Drogba                     | 62                    | 97                    | 0.64           |
| 14 | Irak                          | Hussein Saeed                     | 61                    | 126                   | 0.48           |
| 14 | Republica Irlanda             | Robbie Keane                      | 61                    | 130                   | 0.47           |
| 15 | Honduras                      | Carlos Pavón                      | 57                    | 101                   | 0.56           |
| 15 | Statele Unite ale Americii    | Landon Donovan                    | 57                    | 154                   | 0.37           |
| 16 | Argentina                     | Gabriel Batistuta                 | 56                    | 78                    | 0.72           |
| 16 | Spania                        | David Villa                       | 56                    | 93                    | 0.60           |
| 17 | Belgia                        | Romeo Lukaku                      | 55                    | 88                    | 0.66           |
| 17 | Singapore                     | Fandi Ahmad                       | 55                    | 101                   | 0.54           |
| 17 | Germania de Est               | Joachim Streich                   | 55                    | 102                   | 0.54           |
| 17 | Guatemala                     | Carlos Ruiz                       | 55                    | 104                   | 0.53           |
| 17 | Camerun                       | Samuel Eto'o                      | 55                    | 114                   | 0.48           |
| 17 | Coreea de Sud                 | Cha Bum-kun                       | 55                    | 121                   | 0.45           |
| 18 | Danemarca                     | Poul Nielsen / Jon Dahl Tomasson  | 52                    | 38 / 112              | 1.37 / 0.46    |
| 18 | Emiratele Arabe Unite         | Adnan Al Talyani                  | 52                    | 161                   | 0.32           |
| 19 | Turcia                        | Hakan Șükür                       | 51                    | 112                   | 0.46           |
| 19 | Franța                        | Thierry Henry                     | 51                    | 123                   | 0.41           |
| 20 | Suedia                        | Sven Rydell                       | 49                    | 43                    | 1.14           |
| 20 | Anglia                        | Bobby Charlton                    | 49                    | 106                   | 0.47           |
| 21 | Polonia                       | Włodzimierz Lubański              | 48                    | 75                    | 0.64           |
| 21 | Bulgaria                      | Dimitar Berbatov / Hristo Bonev   | 48                    | 78 / 96               | 0.62 / 0.50    |
| 21 | Ucraina                       | Andriy Shevchenko                 | 48                    | 111                   | 0.43           |
| 22 | Portugalia                    | Pauleta                           | 47                    | 87                    | 0.53           |
| 22 | Costa Rica                    | Rolando Fonseca                   | 47                    | 113                   | 0.42           |
| 23 | Mexic                         | Jared Borgetti                    | 46                    | 89                    | 0.52           |
| 23 | Oman                          | Hani Al-Dhabit                    | 46                    | 83                    | 0.55           |
| 24 | Croația                       | Davor Šuker                       | 45                    | 69                    | 0.65           |
| 24 | Austria                       | Toni Polster                      | 43                    | 95                    | 0.45           |
| 26 | Elveția                       | Alexander Frei                    | 42                    | 84                    | 0.50           |
| 26 | Uniunea Sovietică             | Oleh Blokhin                      | 42                    | 112                   | 0.38           |
| 27 | Țările de Jos                 | Robin van Persie                  | 41                    | 81                    | 0.51           |
| 27 | China                         | Hao Haidong                       | 41                    | 107                   | 0.38           |
| 28 | Ghana                         | Edward Acquah / Kwasi Owusu       | 40                    | unk                   | unk            |
| 29 | El Salvador                   | Raúl Díaz Arce                    | 39                    | 68                    | 0.57           |
| 29 | Uruguay                       | Luis Suárez                       | 39                    | 75                    | 0.52           |
| 30 | Iugoslavia                    | Stjepan Bobek                     | 38                    | 63                    | 0.60           |
| 30 | Malta                         | Michael Mifsud                    | 38                    | 101                   | 0.38           |
| 30 | Estonia                       | Andres Oper                       | 38                    | 134                   | 0.28           |
| 30 | Zimbabwe                      | Peter Ndlovu                      | 38                    | unk                   | unk            |
| 30 | Angola                        | Akwá                              | 38                    | unk                   | unk            |
| 31 | Nigeria                       | Rashidi Yekini                    | 37                    | 58                    | 0.64           |
| 31 | Chile                         | Marcelo Salas                     | 37                    | 70                    | 0.53           |
| 31 | Panama                        | Luis Tejada                       | 37                    | 77                    | 0.48           |
| 31 | Indonezia                     | Bambang Pamungkas                 | 37                    | 85                    | 0.44           |
| 31 | Serbia                        | Savo Milošević                    | 37                    | 102                   | 0.33           |
| 32 | Tunisia                       | Issam Jemâa                       | 36                    | 80                    | 0.45           |
| 32 | Irlanda de Nord               | David Healy                       | 36                    | 95                    | 0.38           |
| 32 | Maldive                       | Ali Ashfaq                        | 36                    | unk                   | unk            |
| 33 | Italia                        | Luigi Riva                        | 35                    | 42                    | 0.83           |
| 33 | Jamaica                       | Luton Shelton                     | 35                    | 75                    | 0.47           |
| 33 | Slovenia                      | Zlatko Zahovič                    | 35                    | 80                    | 0.44           |
| 33 | România                       | Gheorghe Hagi / Adrian Mutu       | 35                    | 125 / 77              | 0.28 / 0.45    |
| 33 | Antigua și Barbuda            | Peter Byers                       | 35                    | unk                   | unk            |
| 34 | Hong Kong                     | Chan Siu Ki                       | 34                    | 50                    | 0.68           |
| 34 | Cehoslovacia                  | Antonín Puč                       | 34                    | 60                    | 0.57           |
| 34 | Uzbekistan                    | Maksim Shatskikh                  | 34                    | 60                    | 0.57           |
| 35 | Norvegia                      | Jørgen Juve                       | 33                    | 45                    | 0.73           |
| 35 | Filipine                      | Phil Younghusband                 | 33                    | 51                    | 0.65           |
| 35 | Bosnia și Herțegovina         | Edin Džeko                        | 33                    | 58                    | 0.57           |
| 35 | Israel                        | Mordechai Spiegler                | 33                    | 83                    | 0.40           |
| 35 | Bahrain                       | Husain Ali                        | 33                    | unk                   | unk            |
| 36 | Africa de Sud                 | Benni McCarthy                    | 32                    | 80                    | 0.40           |
| 36 | Cipru                         | Michalis Konstantinou             | 32                    | 86                    | 0.37           |
| 36 | Finlanda                      | Jari Litmanen                     | 32                    | 137                   | 0.23           |
| 37 | Vietnam                       | Lê Công Vinh                      | 31                    | 56                    | 0.56           |
| 37 | Ecuador                       | Agustín Delgado                   | 31                    | 70                    | 0.44           |
| 37 | Burkina Faso                  | Moumouni Dagano                   | 31                    | 61                    | 0.51           |
| 38 | Scoția                        | Denis Law / Kenny Dalglish        | 30                    | 55 / 102              | 0.55 / 0.29    |
| 38 | Belgia                        | Bernard Voorhoof / Paul Van Himst | 30                    | 61 / 81               | 0.49 / 0.37    |
| 39 | Australia                     | Damian Mori                       | 29                    | 45                    | 0.64           |
| 39 | Cuba                          | Lester Moré                       | 29                    | 60                    | 0.48           |
| 39 | Grecia                        | Nikos Anastopoulos                | 29                    | 73                    | 0.40           |
| 39 | Senegal                       | Henri Camara                      | 29                    | 99                    | 0.29           |
| 39 | Letonia                       | Māris Verpakovskis                | 29                    | 102                   | 0.28           |
| 39 | Guineea                       | Pascal Feindouno                  | 29                    | unk                   | unk            |
| 39 | Yemen                         | Ali Al-Nono                       | 29                    | unk                   | unk            |
| 39 | Sfântul Vicențiu și Grenadine | Shandel Samuel                    | 29                    | unk                   | unk            |
| 40 | Noua Zeelandă                 | Vaughan Coveny                    | 28                    | 64                    | 0.44           |
| 40 | Țara Galilor                  | Ian Rush                          | 28                    | 78                    | 0.36           |
| 40 | Paraguay                      | Roque Santa Cruz                  | 28                    | 97                    | 0.29           |
| 41 | Togo                          | Emmanuel Adebayor                 | 27                    | 57                    | 0.47           |
| 41 | Sri Lanka                     | Kasun Jayasuriya                  | 27                    | unk                   | unk            |
| 42 | Georgia                       | Shota Arveladze                   | 26                    | 60                    | 0.43           |
| 42 | Macedonia de Nord             | Goran Pandev                      | 26                    | 75                    | 0.35           |
| 42 | Rusia                         | Vladimir Beschastnykh             | 26                    | 71                    | 0.37           |
| 42 | Peru                          | Teófilo Cubillas                  | 26                    | 81                    | 0.32           |
| 43 | Columbia                      | Arnoldo Alberto Iguarán           | 25                    | 68                    | 0.37           |
| 43 | Rwanda                        | Olivier Karekezi                  | 25                    | unk                   | unk            |
| 44 | Islanda                       | Eiður Guðjohnsen                  | 24                    | 76                    | 0.32           |
| 45 | Slovacia                      | Róbert Vittek                     | 23                    | 80                    | 0.29           |
| 45 | Mozambic                      | Tico-Tico                         | 23                    | unk                   | unk            |
| 45 | Martinica                     | Kévin Parsemain                   | 23                    | unk                   | unk            |
| 46 | Venezuela                     | Giancarlo Maldonado / Juan Arango | 22                    | 65 / 120              | 0.34 / 0.18    |
| 47 | Benin                         | Razak Omotoyossi                  | 21                    | unk                   | unk            |
| 48 | Bolivia                       | Joaquín Botero                    | 20                    | 48                    | 0.42           |
| 48 | Belarus                       | Maksim Romaschenko                | 20                    | 63                    | 0.32           |
| 48 | Canada                        | Dwayne De Rosario                 | 20                    | 75                    | 0.27           |

sorted by goals then goals-per-match